# Encarna Lago
Encarna Lago González (Barcelona, 22 de julio de 1962) es una gestora cultural y comisaria de exposiciones española. En la actualidad es gerente de la Rede Museística Provincial de Lugo. Seguidora de la corriente Nova Museoloxía, basada en valores sociales y comunitarios en sus proyectos destaca el trabajo colaborativo e inclusivo.
Medalla de Oro al Mérito en las Bellas Artes 2024.

## Trayectoria profesional
Técnica Superior de Cooperación Internacional por el Instituto Europeo de Empresa - UNESCO (2009-2010). Trabaja en el Museo Provincial de Lugo desde 1991. En este centro fue responsable del Departamento de Didáctica (1996-1999), Coordinadora de Asuntos Generales (1999-2000) y Gerente del Museo Provincial y del Museo-Fortaleza San Paio de Narla (2000-2006). Con motivo de la constitución de la Red Museística Provincial en junio de 2006 fue nombrada gerente de la misma, cargo que desempeña en la actualidad.
Es también docente del curso Experto Universitario en gestión cultural Universidad de Santiago y forma parte del Comité Consultivo Facultad de Humanidades de Lugo USC.

## Obras realizadas y publicaciones
Ha sido ponente en diversos foros nacionales e internacionales sobre didáctica y gestión de museos, capacidades diferentes, diálogo intercultural, responsabilidad social, género e igualdad, redes y conexiones de museos y el enfoque del software libre aplicado a la museología.
Ha sido comisaria de numerosas exposiciones, organizadas y producidas por el Museo Provincial de Lugo entre otras: “Ars Moenia. Obra actual de artistas lucenses no MPL”, exposición itinerante presentada en Madrid, Lugo, León y en las ciudades rumanas de Constanta y Kluj Napoca; “Sendeiros do pasado”, muestra de carácter etnográfico que se trasladó al Museo Estatal de Varsovia (Polonia) en 2001; “Amor en las nubes” de Mónica Alonso en el Museo de Arte Moderno y Contemporáneo de Valdivia (Chile, 2004) y “Am 34x24 vol.1”, exposición de Antonio Murado celebrada en Lugo y en el Parlamento Europeo de Bruselas en 2006. Co-coordinadora Residencias artísticas Estudio Aberto 2011-2016, Coordinadora Fotografía a Cegas (2009-2016).
Es también coordinadora de más de setenta publicaciones (guías, catálogos de colecciones y exposiciones temporales...) editadas por los museos dependientes de la Diputación Provincial de Lugo y ha coordinado congresos sobre arte y educación. En todas ellas ha participado también como autora de textos introductorios y artículos. Es responsable de la coordinación de distintos  proyectos y  montajes museográficos: Museo San Paio de Narla (2005) Museo Pazo de Tor (2006-2016), Museo Provincial do Mar (2008).
Colaboradora habitual de distintas publicaciones como “Boletín do Museo Provincial de Lugo” "Manual de accesibilidad e inclusión en museos y lugares del patrimonio cultural y natural. Ediciones Trea, Gijón, Revista ICOM DIGITAL,"Lucensia" “Boletín Famislu”... en los que ha publicado artículos sobre diversos temas, entre otros “AM 34x24, vol. I. Pintura alegórica e autobiográfica de Antonio Murado. Papeis no ar despois da explosión”. 
El Centro Superior de Estudios sobre Oriente Próximo y Egipto de la Universidad Autónoma de Madrid publicó en 2005 un texto de su autoría sobre la colección de lucernas Varela Dafonte y la exposición “Ilumina”. Es también coautora con el arqueólogo Enrique Alcorta Irastorza de la monografía “Arqueoloxía romana no MPL”.
Además, es autora de varios cuadernos didácticos relacionados con temas de accesibilidad al patrimonio, género, igualdad, las redes sociales generadoras de cambio, dialógo intercultural, diálogo interreligioso y actividades de los Museos de la Diputación entre ellas: “Eu son unha peza de Museo” (Cuaderno del alumno y Cuaderno del profesor) y “Pintura española dos séculos XIX e XX” (Cuaderno del alumno y Cuaderno del profesor).
Ha participado como integrante del jurado en numerosos premios de arte, entre otros: Beca de Creación Artística en el extranjero del Museo de Arte Contemporáneo Unión Fenosa (2005), Estudio Abierto (2010-2015), Enredarte 2011, Entolearte, Diálogos en la Red, Olladas de Muller, Festival de Cine Internacional El Ojo Cojo (2015). También ha sido jurado del Premio Galicia de Fotografía Contemporánea 2012-2015.

## Premios y reconocimientos
- Su modelo de gestión basado en la democratización cultural “Museos para todxs entre todxs" ha recibido entre otros el Premio da Critica Galicia 2004.
- Premio a la mejor experiencia didáctica de un Museo Fundación Rosalía 2008.
- Premio Once Solidaridade 2011.
- Premio Boa e Xenerosa Árdelle o Eixo Os Aventados 2015.[2]
- En su etapa de gerente del Museo Provincial de Lugo, esta institución fue galardonada con uno de los Premios de la Crítica de Galicia en la modalidad de Ciencias y Artes de la Representación, según recoge el acta del jurado en reconocimiento a la difusión del arte en Galicia, a través de la transformación experimentada por el museo en los últimos años, que permitió una dinamización y repercusión social y cultural, impulsada por su equipo de trabajo que encabeza la gerente Encarnación Lago González.[15]
- Medalla de Oro al Mérito en las Bellas Artes 2024.